# Émile Vernhes
Pour les articles homonymes, voir Vernhes.
 (mai 2025).
Émile Vernhes, né le 20 octobre 1820 à Béziers (Hérault) et mort le 14 mai 1890 à Paris, est un homme politique français.

## Biographie
Médecin en 1848, il s'installe à Béziers. Opposant à l'Empire, il est exilé et ne rentre qu'en 1859. Le 4 septembre 1870, il est nommé sous-préfet de Béziers. Conseiller général de 1871 à 1878, il est député de l'Hérault de 1876 à 1890, siégeant à gauche. Il est l'un des 363 qui refusent la confiance au gouvernement de Broglie, le 16 mai 1877.

## Sources
- « Émile Vernhes », dans Adolphe Robert et Gaston Cougny, Dictionnaire des parlementaires français, Edgar Bourloton, 1889-1891 [détail de l’édition]
- « Émile Vernhes », dans le Dictionnaire des parlementaires français (1889-1940), sous la direction de Jean Jolly, PUF, 1960 [détail de l’édition]